# Art of Hopeless
Art of Hopeless (Arte de la desesperanza), fue un proyecto de metal instrumental y experimental, formado en el año 2007 en las ciudades de Buenos Aires (Argentina) y Bogotá (Colombia). La banda reunió el poder del guitarrista argentino Gastón Rey y la versatilidad en el teclado, baterías programadas y samplers del colombiano Alejandro Bernal, con el fin de producir piezas musicales que rememoren un profundo y oscuro sentido artístico que proviene de la desolación. La idea de hacer realidad esta alternativa sonora surgió de las ansias de crear ritmos caóticos y atmósferas densas, que muestran a quienes los escuchan, una serie de retratos de las desconocidas emociones del ser humano. 
La banda lanzó dos producciones discográficas que lograron una buena repercusión en el ámbito underground argentino. El primero de ellos es el EP The Dramatic Sound of Despair (2007) y el álbum conceptual Scars of Penumbra – The Anneliese Visions (2009). 
El proyecto se abrió paso dentro de la escena del metal experimental y Avant-garde metal, como una experiencia musical única en su estilo, tomando a Internet como punta de lanza de promoción y lanzamiento de su material. 

## Biografía

### Formación y primeras grabaciones
La idea de crear Art of Hopeless se gestó tras el intercambio de archivos entre Gastón Rey y Alejandro Bernal, quienes en aquel entonces producían música en proyectos independientes. El primero de ellos, quien había militado en bandas bonaerenses como Apathy State, Fosa Común y Elegys,  trabajaba en su proyecto como solista llamado King Killer para el año 2007. Tras incorporar algunas de sus composiciones en su cuenta de MySpace, Rey conoció a Bernal por este medio y le propuso grabar el tema The Power of Temptations, como prueba para determinar el resultado que podría tener esta alianza.
Para ese momento, el teclista colombiano hacía parte del proyecto instrumental Son of Sin, con el que grabó el álbum The Hidden Anthems (2002), utilizando loops y samplers del videojuego MTV Music Generator de PlayStation (consola), siendo uno de los primeros músicos en utilizar esta herramienta para hacer un disco completo. Tras este experimento, Alejandro Bernal hizo parte de bandas como Proto, The Jam, Black Pearl Box y Damnation con la cual hizo parte del festival musical Kennedy al Rock en el año 2008.
Luego de unir los sonidos, tanto Rey como Bernal notaron una sinergia especial que los llevó a unir fuerzas en procura de crear composiciones más contundentes. Inicialmente Gastón Rey fue incorporado a Son of Sin pero por mutuo acuerdo, los compositores decidieron crear una nueva banda llamada Art of Hopeless, inspirada en la visión existencialista y pesimista de Type O Negative sumada al concepto de trabajos de Marilyn Manson (banda) y Pìnk Floyd, mezclados con nihilismo y la música de bandas como Fantômas (banda) , Strapping Young Lad y Nine Inch Nails.
Para incrementar la atmósfera que estos artistas querían imprimir a la banda, cada uno de ellos optó por utilizar un pseudónimo para identificarse dentro de los créditos, entrevistas y material promocional que se publicó en la web para la difusión del proyecto. De esta manera, Gastón Rey pasó a llamarse King Killer y Alejandro Bernal se transformó en SchmutzigAle.

## The Dramatic Sound of Despair (2007)
Después de la grabación de la canción The Power of Temptations, Gastón Rey y Alejandro Bernal grabaron el tema “It’s all over now” original de la agrupación Black Pearl Box, proyecto en el cual había participado este último y con el cual lograron dar una dimensión pesada y metalera del mismo.
Convencidos por los resultados obtenidos, ambos músicos comenzaron a grabar rápidamente lo que se conocería como su primer EP titulado The Dramatic Sound of Despair (El Dramático Sonido de la Desesperación) y en una labor maratónica, lograron tener listo todo el material para lanzar esta grabación al público en diciembre de 2007, tan solo unos meses después de la creación del proyecto.
La totalidad de este material está licenciado bajo Creative Commons y fue grabado en Buenos Aires y Bogotá, contando con la producción de ambos músicos. Nuevamente la banda utilizó el videojuego MTV Music Generator de PlayStation (consola) como un instrumento más para componer las canciones, título que también emplearon para la grabación de lo que fue su álbum debut en 2009.
Este EP fue lanzado oficialmente el 14 de diciembre de 2007 durante la Segunda Muestra Distrital Audiovisual organizada por la Cinemateca Distrital de Bogotá, en donde se estuvo proyectando el video de la canción The Portrait of Us.

## Scars of Penumbra – The Anneliese Visions (2009)
Tras el sendero recorrido con su anterior producción, Art of Hopeless ingresó nuevamente a estudio y grabó Scars of Penumbra - The Anneliese visions (Cicatrices de Penumbra - Las visiones de Anneliese), segunda producción discográfica de la banda concebida como álbum conceptual que relata de modo surrealista los últimos días de Anneliese Michel, joven alemana cuyo caso inspiró películas como El Exorcista y el Exorcismo de Emily Rose. 
La idea de crear este trabajo musical vino de un documental que Alejandro Bernal y Gastón Rey vieron sobre el extenso exorcismo al cual fue sometida Anneliese Michel y el posterior proceso judicial en el que se vieron envueltos los sacerdotes involucrados en este proceso. 
Scars of Penumbra - The Anneliese visions incluye audios reales de algunos de los extenuantes rituales de liberación a los cuales fue sometida Annelise Michel, fragmentos que se pueden escuchar en las canciones The Internal Awakening of Darkness, Infection y Redemption in Hell, otorgando un sentido cíclico al álbum. 
Adicionalmente la canción Infection incluye la lectura del Salmo 91 por parte de Alejandro Bernal, texto bíblico que habitualmente se utiliza dentro de los exorcismos realizados por la Iglesia Católica. 
El disco está dividido en tres capítulos:
1. The Violated Purity (La pureza violada),
2. The Powerful Hug of Evil (El poderoso abrazo del mal)
3. The Deafening Sound of the Demons (El ensordecedor sonido de los demonios)

Fue grabado de marzo de 2008 a mayo de 2009, siendo finalmente lanzado en su página web el 1 de julio de 2009, en conmemoración de los 33 años del fallecimiento de Anneliese Michel.
El álbum tuvo un buen recibimiento por parte de la crítica especializada y su tema Six Demons fue ganador del mes de abril de 2010 en Nostrademos del programa argentino especializado en rock Hellsnoise Radio y finalista dentro del ranking de este radio show ese mismo año.

## Pictures of a Lost Existence y Disolución
La banda anunció oficialmente a través de su cuenta de Facebook la grabación de un nuevo álbum titulado Pictures of a Lost Existence (Retratos de una Existencia Pérdida), que sería lanzado el primer semestre de 2012.  A modo de adelanto la banda publicó extractos de los temas 5125 y la versión eléctrica y acústica de la canción While the World Falls (Mientras el Mundo Cae), no obstante, Pictures of a Lost Existence no fue terminado.
Actualmente, Alejandro Bernal se encuentra retirado del mundo de la música y se enfoca en su carrera profesional como periodista. Por su parte, Gastón Rey continua haciendo música como solista en un proyecto titulado Hodie Music y hace parte de la agrupación argentina Pesadumbre.

## Documental Mi Avatar o Yo
En 2024, Alejandro Bernal hizo parte de un episodio del documental Mi Avatar o Yo de Canal 13 (Colombia), audiovisual enfocado en mostrar diversos perfiles del mundo gamer que fueron desafiados a poner a prueba sus habilidades en la vida real. Bernal relató junto a Gastón Rey aspectos relacionados con su labor en la banda Art of Hopeless y la utilización del videojuego MTV Music Generator de PlayStation (consola) como elemento fundamental para la creación de la música del proyecto.

## Integrantes
- Gastón Rey (King Killer) – Guitarra y  bajo.
- Alejandro Bernal (SchmutzigAle) – Teclados, samplers, loops, baterías programadas y producción.

## Influencias
Las bandas e intérpretes que han influenciado a la banda Art of Hopeless son variados y van desde: The Beatles, Pink Floyd, David Bowie hasta sonidos más modernos y pesados como Type O Negative, Alice in Chains, Faith No More, Soundgarden, Marilyn Manson (banda), Nine Inch Nails, Fantômas (banda), Pantera, Fear Factory, Strapping Young Lad y muchos más.

## Discografía
| Fecha de lanzamiento | Título                                    | Sello Discográfico |
| 2007                 | The Dramatic Sound of Despair             | Independiente      |
| 2009                 | Scars of Penumbra – The Anneliese Visions | Independiente      |

## The Dramatic Sound of Despair (2007)
Primer EP de la agrupación Art of Hopeless lanzado en 2007, contiene las siguientes canciones:
- 0.	The beginning of the lugubrious dance
- 1.	The killer power
- 2.	Do you ever see our hell
- 3.	Power of temptations
- 4.	This Unrest (cover de la agrupación Siouxsie and the Banshees)
- 5.	The portrait of us
- 6.	…

## Scars of Penumbra (The Anneliese visions) 2009
Primer álbum de la agrupación Art of Hopeless lanzado en el año 2009, el cual contiene las siguientes canciones:
Chapter I: The violated purity
- 1. The internal awakening of darkness
- 2. Infection
- 3. Voices from hell

Chapter II: The powerfull hug of evil
- 4. Faith of Pain
- 5. Ask to the death
- 6. Six demons

Chapter III: The deafening sound of the demons
- 7. Death after all
- 8. Sickness or Evilness
- 9. Redemption in hell

## Sencillos
- The Portrait of Us
- Six demons
- Do You Ever See The Hell
- While the World Falls

## Canal de YouTube
Art Of Hopeless

## Videos
- -	Do you ever see the hell

- Datos: Q5706468